# Swing the Heartache: the BBC Sessions
Swing the Heartache: BBC Sessions è una compilation dei Bauhaus, pubblicata nel 1989.

## Track listing
1. A God in an Alcove (4:08) - broadcast 3 Jan 1980 for John Peel
2. Telegram Sam (2:25) - broadcast 3 Jan 1980 for John Peel
3. Double Dare (4:55) - broadcast 3 Jan 1980 for John Peel
4. The Spy in the Cab (4:09) - broadcast 3 Jan 1980 for John Peel
5. In the Flat Field (3:46) - recorded for David Jensen
6. St. Vitus Dance (2:28) - recorded for David Jensen
7. In Fear of Fear (2:46) - recorded for David Jensen
8. Poison Pen (3:40) - recorded for David Jensen
9. Party of the First Part (5:35) - broadcast 12 April 1982 by John Peel
10. Departure (4:53) - broadcast 12 April 1982 by John Peel
11. The Three Shadows Part II (2:58) - broadcast 12 April 1982 by John Peel
12. Silent Hedges (3:07) - broadcast 1 July 1982 by David Jensen
13. Swing the Heartache (5:12) - broadcast 1 July 1982 by David Jensen
14. Third Uncle (5:17) - broadcast 1 July 1982 by David Jensen
15. Ziggy Stardust (3:12) - broadcast 1 July 1982 by David Jensen
16. Terror Couple Kill Colonel (3:31) - recorded 17 February 1983 for David Jensen
17. Night Time (3:11) - recorded 17 February 1983 for David Jensen
18. She's in Parties (4:41) - recorded 17 February 1983 for David Jensen

Informazioni recuperate dalla copertina del CD Swing the Heartache - Beggars Banquet BBL103CD